# Билино (19 238 852 006)
Билино — упразднённая деревня в Сокольском районе Вологодской области.
Входила в состав Чучковского сельского поселения, с точки зрения административно-территориального деления — в Чучковский сельсовет. Располагалась к северу от автодороги А123.
Расстояние по автодороге до районного центра Сокола — 85 км, до центра муниципального образования Чучкова — 4 км. Ближайшие населённые пункты — Клинцово, Малахово, Большое Петраково, Мелино, Курган, Васьково.
Упразднена 2 октября 2023 года путём включения в состав деревни Погребное.